# Onthophagus pithankithae
Onthophagus pithankithae es una especie de insecto del género Onthophagus, familia Scarabaeidae, orden Coleoptera.

Fue descrita científicamente por Karimbumkara & Priyadarsanan en 2016.